# Ondřej Šourek
Ondřej Šourek, né le 26 avril 1983 à Ledeč nad Sázavou (alors ville de Tchécoslovaquie), est un footballeur tchèque. Il occupe actuellement le poste de défenseur au Vysočina Jihlava, club de première division tchèque.

## Biographie
Le 31 mai 2011, Ondřej Šourek signe un contrat de deux ans au Podbeskidzie Bielsko-Biała,, club polonais qui vient juste d'être promu en première division pour la première fois de son histoire. Le Podbeskidzie ne verse aucune indemnité de transfert à Žilina, son contrat se terminant en juin 2011. Šourek vient ainsi grossir la colonie des joueurs de l'ex-Tchécoslovaquie à Bielsko-Biała, forte déjà de cinq membres.

## Palmarès
- Champion de Tchéquie : 2008
- Champion de Slovaquie : 2010
- Vainqueur de la Supercoupe de Slovaquie : 2010